# Zuidelijke boogbladroller
De zuidelijke boogbladroller (Acleris schalleriana) is een vlinder uit de familie van de bladrollers (Tortricidae). De wetenschappelijke naam is gepubliceerd in 1761 door Linnaeus.
De soort komt voor in Europa.